# Lehnsmann
Der Lehnsmann (Lehnsnehmer, Lehensträger; Pl. Lehnsleute, auch: Lehnmann) war im Lehnsrecht der Empfänger eines Lehens. Er war ein Freier oder selbst Adliger bzw. Ministerialer, der sich einem adeligen Lehnsherrn (Lehnsgeber) gegen Dienst, Ehrschatz und Treue verpflichtete. Im Gegenzug dafür erhielt er von seinem Lehnsherrn zur Sicherung seines Lebensunterhalts ein dingliches Besitz- und Nutzungsrecht an einer Sache des Lehnsherrn (Lehen). Die Unterstellung unter den Schutz des Lehnsherren erfolgte meist durch einen symbolischen Akt.
In bestimmten Fällen konnten auch Frauen Lehensnehmerinnen sein (Kunkellehen).
Die Beziehung war durch ein wechselseitiges, vorzugsweise kriegerisches Treueverhältnis geprägt. Während die personale Bindung zwischen Vasall und Schutzherr mit dem Tode eines der beiden Partner endete, wurde das Lehen im Verlauf des Mittelalters in der Regel erblich.

## Lebenssituation
Die wirtschaftliche Situation der Lehnsleute unterlag starken Schwankungen. Das Leben eines Lehnsmanns zu Anfang des 16. Jahrhunderts schildert Ulrich von Hutten (1488–1523) in einem Brief an Willibald Pirckheimer (1470–1530):

„Die Leute, von denen wir unseren Unterhalt beziehen, sind ganz arme Bauern, denen wir unsere Äcker, Weinberge, Wiesen und Felder verpachten. Der Ertrag daraus ist im Verhältnis zu den darauf verwandten Mühen sehr gering, aber man sorgt und plagt sich, dass er möglichst groß werde; denn wir müssen äußerst umsichtige Wirtschafter sein. Wir dienen dann auch einem Fürsten, von dem wir Schutz erhoffen; tue ich das nicht, so glaubt jeder, er dürfe sich alles und jedes gegen mich erlauben. Aber auch für den Fürstendiener ist diese Hoffnung Tag für Tag mit Gefahr und Furcht verbunden. Denn so wie ich nur einen Fuß aus dem Hause setze, droht Gefahr, dass ich auf Leute stoße, mit denen der Fürst Spähne und Fehden hat und die mich anfallen und gefangen wegführen. Habe ich Pech, so kann ich die Hälfte meines Vermögens als Lösegeld darangeben und so wendet sich mir der erhoffte Schutz ins Gegenteil.
Wir halten uns deshalb Pferde und kaufen uns Waffen, umgeben uns auch mit einer zahlreichen Gefolgschaft, was alles ein schweres Geld kostet. Dabei können wir dann keine zwei Äcker lang unbewaffnet gehen; wir dürfen keinen Bauernhof ohne Waffen besuchen; bei Jagd und Fischfang müssen wir eisengepanzert sein. Die Streitereien zwischen unseren und fremden Bauern hören nicht auf; kein Tag vergeht, an dem uns nicht von Zank und Hader berichtet wird, die wir dann mit größter Umsicht beizulegen suchen.
Denn wenn ich das Meine allzu hartnäckig verteidige oder auch Unrecht verfolge, so gibt es Fehden. Lasse ich aber etwas allzu geduldig hingehen oder verzichte gar auf mir Zustehendes, so gebe ich mich ungerechten Übergriffen von allen Seiten preis, da, was ich einem hingehen lasse, sofort alle als Lohn für ihre Ungerechtigkeit beanspruchen.
Gleichgültig, ob eine Burg auf einem Berg oder in der Ebene steht, so ist sie auf jeden Fall doch nicht für die Behaglichkeit, sondern zur Wehr erbaut, mit Gräben und Wall umgeben, innen von bedrückender Enge, zusammengepfercht mit Vieh- und Pferdeställen, Dunkelkammern vollgepfropft mit schweren Büchsen, Pech, Schwefel und allen übrigen Waffen und Kriegsgerät. Überall stinkt das Schießpulver, und der Duft der Hunde und ihres Unrates ist auch nicht lieblicher, wie ich meine.
Reiter kommen und gehen, darunter Räuber, Diebe und Wegelagerer, da unsere Häuser meist allem möglichen Volk offenstehen und wir den einzelnen nicht genauer kennen oder uns auch um ihn nicht sonderlich kümmern. Und welch ein Lärm! Da blöken die Schafe, brüllt das Rind, bellen die Hunde, auf dem Felde schreien die Arbeiter, die Wagen und Karren knarren, und bei uns zu Hause hört man auch die Wölfe heulen. Jeden Tag kümmert und sorgt man sich um den folgenden, immer ist man in Bewegung, immer in Unruhe.“

Von Ulrich von Hutten stammen nicht nur Beschreibungen des Lehnswesens, sondern auch zahlreiche Kritiken am mittelalterlichen Adel, dem Klerus und der Wissenschaft.

## Ende des Lehnswesens
Das Lehnswesen existierte bis zum Ende des Alten Reiches. Die persönlichen Bindungen zwischen Lehnsherr und Lehnsmann unterliefen zwar einer Transformation, blieben aber im Wesentlichen Grundlage des frühneuzeitlichen Personenverbandsstaates. Grundlegend änderte sich jedoch die Situation für den Reichsritterstand im sogenannten Ritterkrieg mit der Erhebung des unzufriedenen Ritterstands. Die Erhebung des unzufriedenen Ritterstands fand unter Franz von Sickingen (1481–1523) und Ulrich von Hutten statt. Franz von Sickingen und Ulrich von Hutten unterstützten Martin Luther. Franz von Sickingen wurde beim Kampf gegen das Erzbistum Trier tödlich verwundet. Hutten starb ein Jahr später in der Schweiz. Der schleichende Bedeutungsverlust des Reichsritterstandes fand damit seinen Höhepunkt.